# 247 î.Hr.

## Evenimente
- În cadrul Războaielor punice, cartaginezii, sub comanda lui Hamilcar Barca, atacă din nou Sicilia.

## Nașteri
- Hannibal Barca, general și om de stat cartaginez (d. 183 î.Hr.)